# Templo de San Jerónimo (Aldama, Chihuahua)
El Templo de San Jerónimo es un templo de culto católico localizado en la ciudad de Aldama, Chihuahua, México; es sede de la parroquia que atiende a la población y su principal monumento religioso; como su nombre lo indica se encuentra dedicado a San Jerónimo de Estridón, uno de los cuatro Padres de la Iglesia latina.

## Historia
La población que hoy es Aldama tuvo su origen como una misión franciscana fundada en 1707 y dedicada a San Jerónimo, sin embargo, por su situación geográfica era frecuentemente atacada por los grupos indígenas denominados generalmente como apaches que en varias ocasiones destruyeron la misión y su templo, culminando con el ataque del 22 de octubre de 1769 que se salda con la muerte de 49 vecinos y diez cautivos apresados por los apaches, el resto de la población huyó a la villa de San Felipe, hoy la ciudad de Chihuahua y San Jerónimo quedó destruido y despoblado; no sería hasta el año de 1783 en que el capitán Juan Gutiérrez de la Cueva recibió la orden de repoblar San Jerónimo trasladando a él la guarnición del presidio de San Carlos de Chorreras y convirtiendo la antigua misión en su sede, en ese momento fue reconstruido el actual Templo de San Carlos Borromeo, que sirvió principalmente a la compañía presidial por estar situado originalmente en el interior del presidio, en consecuencia la población civil se estableció en el exterior al mismo y dio origen al trazo de la actual ciudad y requirió del servicio de un templo de más fácil acceso.
Debido a ello se construyó una capilla dedicada a San Jerónimo donde hoy se encuentra el actual templo y frente a la plaza principal de la población; tras la independencia de México y la disolución de la compañía presidial, desapareció la instalación militar y aunque el templo de San Carlos sobrevivió hasta la actualidad, la población requirió del servicio de un templo de mayor capacidad, debido a lo cual se inició la construcción del actual Templo de San Jerónimo el año de 1876 —de acuerdo al grabado en la clave del arco de acceso— y se concluyó alrededor del año de 1897 a cargo del presbítero Julio López Velarde.
En 2013 se denunció que el templo se encontraba en un estado grave de deterioro y riesgo de colapso debido al hundimiento de la torre derecha que causa fracturas en el techo de la nave principal, en consecuencia se inició un proyecto de restauración y mantenimiento por las autoridades del Instituto Nacional de Antropología e Historia.

## Arquitectura

### Exterior

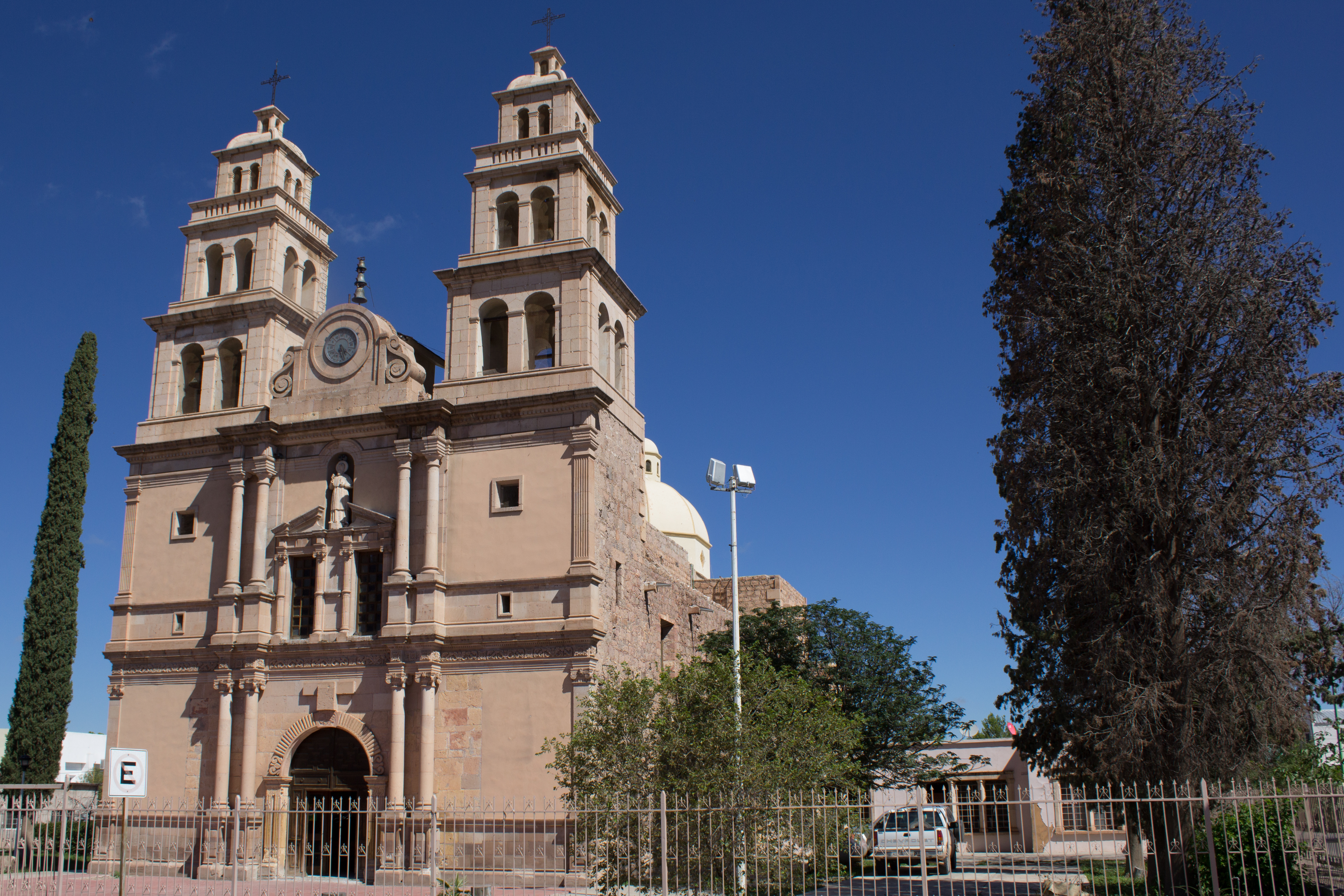
Exterior del templo.

El templo de San Jerónimo es de planta en cruz latina y tres naves, está construido en piedra y cantera rosa y en un estilo neoclásico; la portada principal está formada por dos cuerpos limitados cada uno de ellos por dos columnas con pedestal en cada lado, de orden jónico y fustes lisos en el primer cuerpo y de orden toscano en el segundo cuerpo; en el primer cuerpo se localiza la puerta principal formada por un arco de medio punto con molduras de cantera y en cuya clave se encuentra grabado el año de 1876 en que inició la construcción, la separación con el segundo cuerpo la forma una moldura ricamente labrada con motivos de follaje vegetal; en el segundo cuerpo se encuentran dos ventanas rectangulares correspondientes al coro del templo y que son enmarcadas cada una por dos columnas de orden jónico y rematadas por un frontón triangular que descansa sobre las cuatro columnas pero que es interrumpido en su centro por un nicho que contiene la estatua de cantera de San Jerónimo, titular del templo, con su hábito cardenalicio y portando el estilete que lo recuerda como el primer trauductor de la Biblia del griego al latín; remata la portada una moldura que constituye la separación de la fachada con el frontispicio del reloj y las dos torres, el emplazamiento del reloj de carátula redonda está ornado con guirnaldas de cantera que se enroscan en forma de "S".
Los detalles arquitéctonicos de los cuerpos de la portada se extienen a todo lo ancho de la fachada tanto a la izquierda como a la derecha sobre los cubos de las dos torres, extendiendo en forma de molduras los pedestales de las columnas y rematando en los ángulos de la fachada con pilastras de los mismos órdenes de la portada, a saber: jónico en el primero cuerpo y toscano en el segundo, sin embargo las pilastras del segundo cuerpo, a diferencia de las de la portada, tienen su fuste acanalado.
Las torres son de planta cuadrada y tres cuerpos que reducen sucesivamente su tamaño con dos luces en cada uno de sus lados, estas tienen arcos de medio punto y están ornamentas por pilastras de orden dórico, el tercer cuerpo tiene además una balaustrada alrededor de él y están rematadas por linternillas de planta cuadrada y cruces de herrería.

### Interior

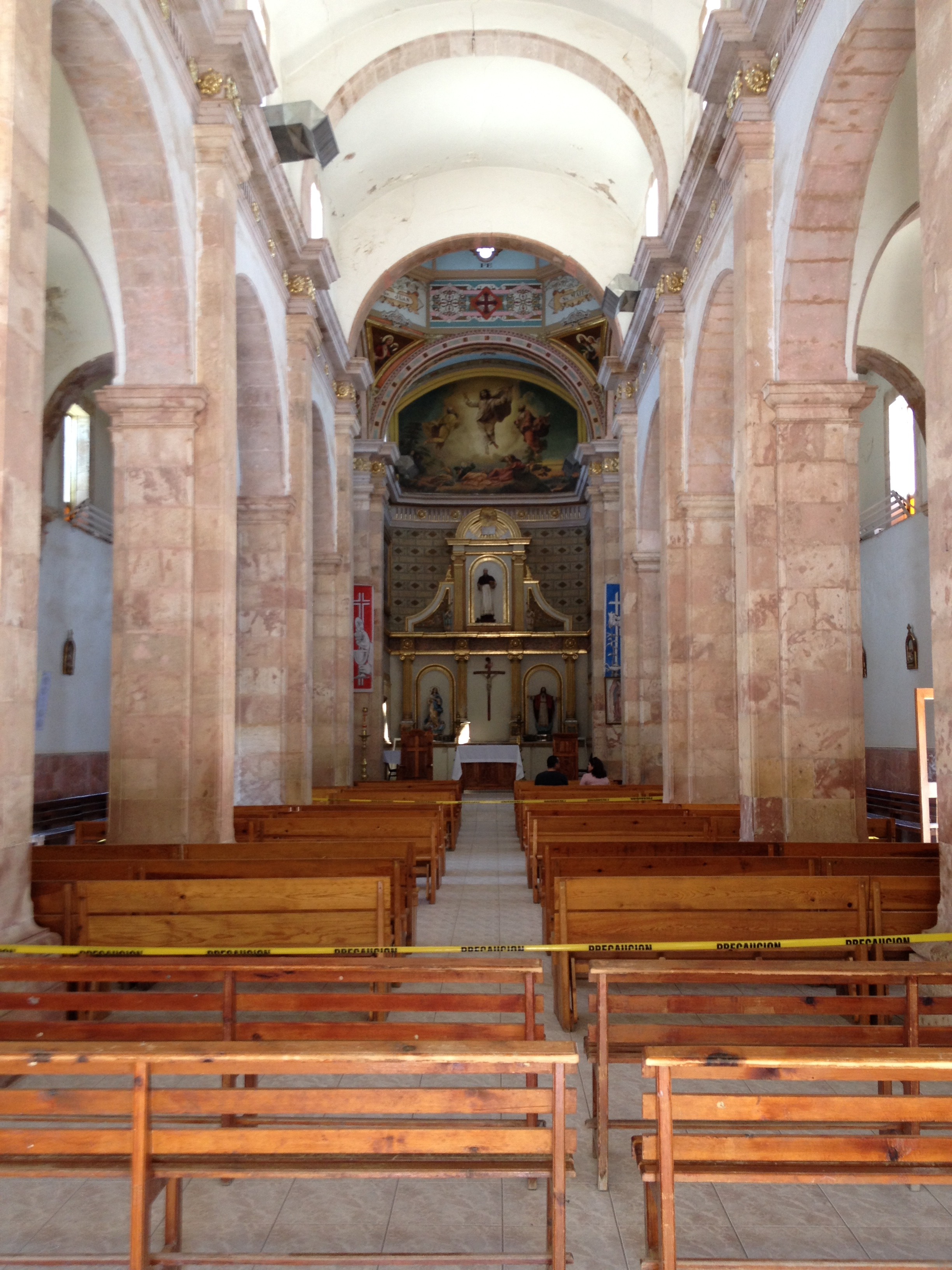
Nave central.

El interior está formado por tres naves, una central y dos procesionales de menor altura y sobre el nártex se encuentra el coro sostenido por un arco; la nave central está formada por una bóveda de cañón sostenida por cuatro arcos torales de cantera rosa hasta el crucero, donde junto con otros tres sostiene una cúpula de tambor octagonal sobre pechinas, los arcos torales se repiten de forma idéntica en las naves procesionales pero a menor altura y en los arcos formeros que dividen éstas de la nave central y que son coronados por una cornisa con detalles vegetales sobredorados. El ábside es cuadrado y de la misma altura de la nave central, cada una de las naves procesionales tiene en su cabecera una capilla.
La mayor riqueza artística del templo se encuentra en el ábside ocupado por el presbiterio, en él se encuentra el único retablo existente, de estilo neoclásico, y junto con la cúpula, está ricamente ornamentado por pinturas al fresco. El retablo es de madera sobre dorada y actualmente integrado por dos cuerpos; el primer cuerpo está formado por un zócalo que sostiene cuatro pilastras cuadradas con pedestal, fuste acanalado y capitel jónico, que forman tres calles; en la calle central se encuentra un crucifijo de factura moderna, en la del evangelio un seminicho alberga una estatua del Sagrado Corazón de Jesús y en la de la epístola una de la Inmaculada Concepción; las cuatro columnas sostienen una cornisa sobre dorada que las divide del segundo cuerpo que es propiamente una prolongación de la calle central y está ornado igualmente por dos pilastras de capitel jónico que resguardan la imagen de San Jerónimo, se remata con una cornisa y un frontón semicircular cuya moldura se interrumpe al centro para albergar una representación del Espíritu Santo con un resplandor dorado sobre el libro de la Biblia: la representación iconográfica del titular del templo. Todas las columnas, molduras y cornisas del retablo están sobre doradas.

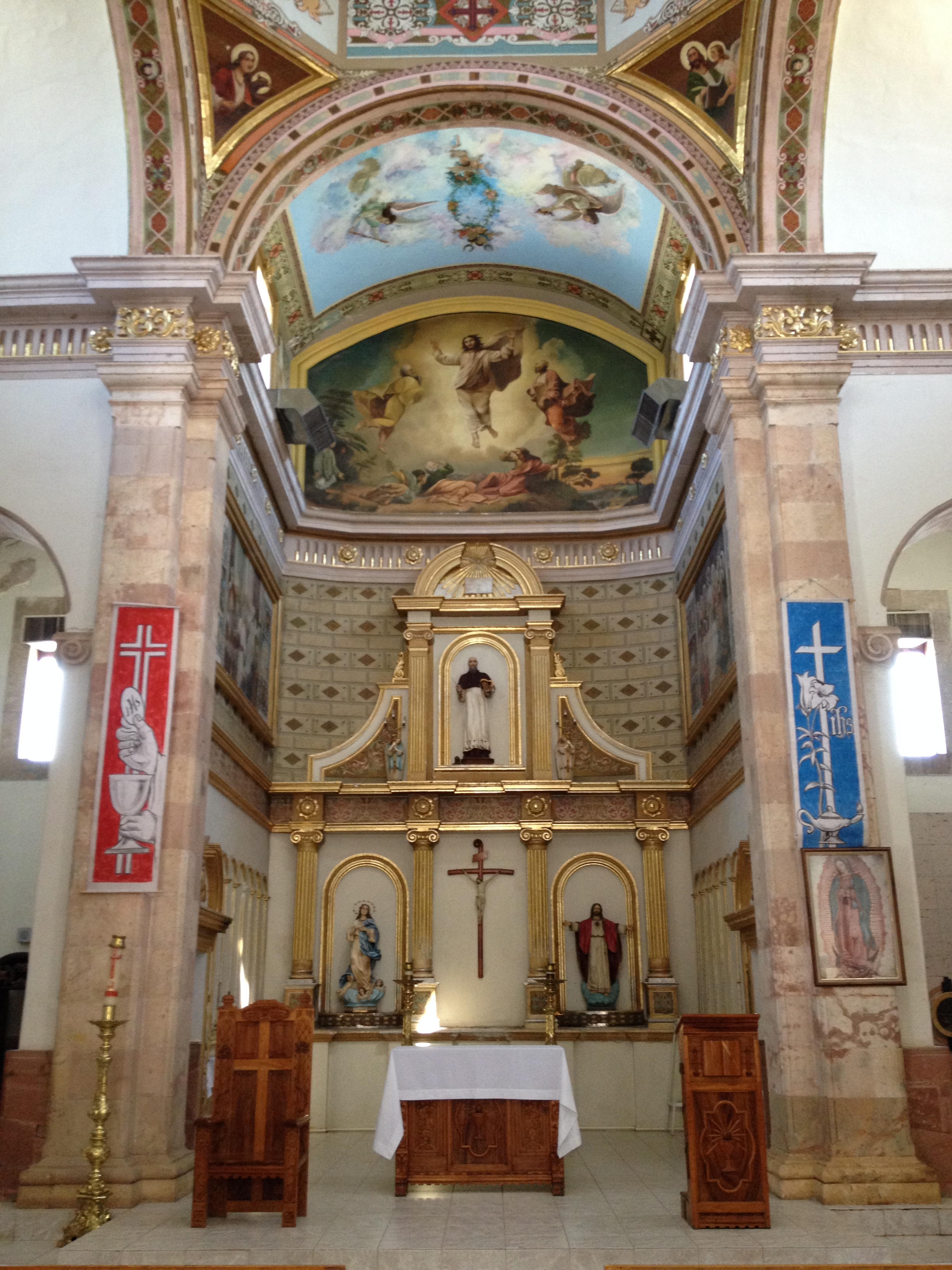
Altar, retablo y ábside.

La moldura que divide el primero del segundo cuerpo del retablo se prolonga sobre las paredes laterales del presbiterio, dividiéndolo en dos secciones, la inferior muestra a ambos lados una serie de molduras doradas trabajadas a modo de formar la simulación de una arquería sobre el zócalo que también prolonga al del retablo, el espacio formado entre la moldura prolongación de la centro del retablo y la cornisa superior que es una extensión de la que corona los arcos formeros de la nave se encuentra decorado por detalles geométricos pintados al fresco, y en cada una de las paredes laterales se encuentran dos grandes frescos enmarcados por molduras doradas, el del lado del evangelio representa la Última cena, el del lado de la epístola al niño Jesús entre los doctores del Templo.
Coronando el retablo y separado por una cornisa, se encuentra la más suntuosa pintura del templo que representa la Transfiguración del Señor y es una réplica de la pintura del mismo nombre del gran pintor Rafael; en ella, Jesús se muestra en su gloria rodeado por Moisés y Elías, sobre tres de sus apóstoles: Pedro, Santiago y Juan que temerosos se cubren la vista, las dos paredes laterales cuentan con una ventana cada una que ilumina el conjunto y cuyos costados se encuentran pintadas cruces ornadas profusamente con motivos vegetales; finalmente, la bóveda está decorada con ángeles y querubines que vuelan entre nubes. Todas estas pinturas fueron realizadas por el sacerdote Emiliano Soria; quien también realizó trabajos de pintura en otros templos de la región.
La cúpula de tambor octogonal se encuentra sostenida por cuatro pechinas, en cada una de las cuales se encuentran representandos los cuatro evangelistas acompañados por su correspondiente atributo iconográfico; en tres de los gajos de la cúpula se encuentran las representaciones de las tres virtudes teologales: Fe, Esperanza y Caridad y en cada uno de los restantes un arcángel. En las cabeceras de las naves procesionales se encuentran dos capillas, la del lago del evangelio se encuentra dedicada al Santísimo Sacramento con el sagrario, siendo su ornamentación moderna y realizada en época reciente; la del lado de la epístola se encuentra desocupada.